# Cervonîi Promin, Krînîcikî
Cervonîi Promin (în ucraineană Червоний Промінь) este localitatea de reședință a comunei Cervonîi Promin din raionul Krînîcikî, regiunea Dnipropetrovsk, Ucraina.

## Demografie
Componența lingvistică a localității Cervonîi Promin
     Ucraineană (94,56%)
     Rusă (4,49%)
     Alte limbi (0,72%)
Conform recensământului din 2001, majoritatea populației localității Cervonîi Promin era vorbitoare de ucraineană (94,56%), existând în minoritate și vorbitori de rusă (4,49%).